# 漢密爾頓鎮區 (北卡羅萊納州馬丁縣)
漢密爾頓鎮區（英語：Hamilton Township）是位於美國北卡羅萊納州馬丁縣的一個鎮區。

## 地方資料
漢密爾頓鎮區的面積為150.90平方千米，皆為陸地。根據2020年美國人口普查的數據，當地共有人口827人，而人口密度為每平方千米5.48人。